# Muzeum Narodowe Kambodży
Muzeum Narodowe Kambodży – muzeum narodowe w Phnom Penh w Kambodży.

## Historia
Muzeum powstało w 1919 roku i nosiło nazwę Muzeum Kambodży (Musée du Cambodge). Kamień węgielny pod budowę budynku wmurowano 15 sierpnia 1917 roku. Budowę i projektowanie w stylu tradycyjnej architektury Khmerów nadzorował francuski archeolog i etnolog George Groslier. Był on również do 1941 roku jego pierwszym dyrektorem. Otwarcie miało miejsce 13 kwietnia 1920 roku podczas khmerskiego Nowego Roku. W otwarciu wziął udział król Sisowath Wtedy też zmieniono nazwę na Muzeum Albert Sarraut (Musée Albert Sarraut), aby upamiętnić  ówczesnego gubernatora generalnego Indochin. W 1924 roku budynek muzeum rozbudowano dodając skrzydła. Po odzyskaniu niepodległości muzeum przekazano Kambodży na podstawie osobnych porozumień. Wtedy została zmieniona nazwa na Muzeum Narodowe Kambodży. W okresie rządów Czerwonych Khmerów 1975–1979 muzeum było zamknięte. Ponownie otwarto je 13 kwietnia 1979 roku.

## Zbiory
Kolekcja sztuki khmerskiej liczy ponad 14 000 eksponatów, a około 2 000 z nich jest pokazywanych na wystawach stałych.

## Budynek
Podczas rewolucji Czerwonych Khmerów budynek stał opuszczony. Dużo zbiorów zostało zniszczonych. Po jej zakończeniu okazało się, że dach zgnił, ogród zarósł, a zbiory były w nieładzie. W budynku zagnieździły się nietoperze, których guano uszkadzało zbiory i stanowiło zagrożenie dla pracowników. Budynek ma powierzchnię ponad 5000 m², w tym przestrzeń wystawienniczą liczącą 2800 m².
Magazyny zostały umieszczone w podziemiach i były zalewane podczas podtopień i powodzi. W 1993 roku dzięki wsparciu UNESCO przeprowadzono modernizację pomieszczeń, aby zapewnić zbiorom bezpieczeństwo. W 1997 roku zbudowano wewnętrzny zbiornik do zbierania i odprowadzania wody. 